# Горчаки
Горчаки́ (рос. Горчаки, башк. Горчаки) — присілок у складі Давлекановського району Башкортостану, Росія. Входить до складу Мікяшевської сільської ради.
Населення — 120 осіб (2010; 114 в 2002).
Національний склад:
- башкири — 96 %